# Суслова Аполлінарія Прокопівна
Аполлінарія Прокопівна Суслова (1840—1918) — російська письменниця, кохана Федора Достоєвського (1861—1866) і дружина (1880—1887). Сестра Надії Суслової.
Вважається прототипом ряду ключових жіночих образів у романах Достоєвського — перш за все Поліни (так усі називали Суслову) в «Гравці», але також і Настасії Пилипівни в «Ідіоті» та деяких інших.
Опублікувала кілька повістей — починаючи з повісті «Поки», опублікованої в 1861 році в журналі Достоєвського «Час», і закінчуючи повістю «Чужа і свій», в якій розповідається про відносини Суслової і Достоєвського.

## Біографія
Батько Аполлінарії, Прокофій Суслов, почав життя кріпаком графів Шереметєвих, а потім став купцем та фабрикантом. Дочкам Аполлінарії та Надії він вирішив дати справжню освіту. Надія згодом стала першою в російській імперії жінкою-лікарем.
Аполлінарія навчалася в пансіоні шляхетних дівчат, потім сім'я Суслових перебралася до Петербурга, і тут стала відвідувати лекції в університеті.
1861 року Аполлінарія Суслова вперше зустріла Федора Достоєвського, на той час — вже маститого письменника, чиї лекції мали великий успіх у молоді. На момент зустрічі Достоєвському було сорок, Аполлінарії Сусловій двадцять один.
Незабаром у Достоєвського та його шанувальниці зав'язався роман. Письменник не відмовляв коханій у її проханнях: так, наприклад, її повість «Поки», досить слабка і претензійна, таки була надрукована в журналі братів Достоєвських «Час». Подальші стосунки Суслової та Достоєвського можна охарактеризувати як «любов-ненависть». Федір Михайлович постійно чув від Аполлінарії докори, вимоги розлучитися зі своєю дружиною.
Після чергової сварки замість запланованої спільної поїздки до Європи Аполлінарія Суслова вирушила до Парижа одна. Достоєвський приїхав до Франції трохи згодом. Аполлінарія вже не чекала на нього; у неї з'явився новий знайомий-француз.
Після смерті першої дружини Достоєвський запропонував Аполлінарії Сусловій вийти за нього, але вона відмовилася. Їхні стосунки продовжували залишатися нервовими, неясними, болісними насамперед для Федора Михайловича. Деякі вважають, що для Суслової Достоєвський був не великий письменник, а лише шанувальник; стверджують навіть, що його книг вона майже не читала, а тому весь багатий внутрішній світ Федора Михайловича для неї ніби і не існував. І коли Достоєвський написав Аполлінарії в одному з листів: «О мила, я не на дешеве необхідне щастя запрошую тебе…», для неї це були лише слова.
Зовсім інакше поставилася до пропозиції Ф. М. Достоєвського молода стенографістка Ганна Сніткіна: вона була згодна на будь-яке запрошення, на будь-яке щастя — аби з Федором Михайловичем. Ганна Сніткіна готова була розчинитись у ньому, пожертвувати себе йому. Аполлінарія, навпаки, жадала аж ніяк не покірного служіння генію, але особистої свободи.
Після закінчення роману із Ф. М. Достоєвським Аполлінарія Суслова спалила багато паперів, що її компрометують, у тому числі й листи письменника до неї. Таємниці їх бурхливих і незвичайних відносин так і канули в історію, залишивши дослідникам лише припущення. Критики неодноразово знаходили риси Суслової у деяких образах великого класика — Поліни («Гравець»), Настасії Пилипівни («Ідіот»), Катерини та Грушеньки («Брати Карамазови»). Вже розлучившись з Аполлінарією, Достоєвський напише: «Я люблю її досі, дуже люблю, але не хотів би любити її».

### Шлюб із Василем Розановим
Коли Василь Розанов познайомився з Аполлінарією Сусловою, він був ще гімназистом, їй було далеко за тридцять. Розанову було відомо, що Аполлінарія була коханкою Ф. М. Достоєвського, і йому, відчайдушному шанувальнику великого письменника, цього вже було достатньо, щоб виявити до неї інтерес. У щоденнику Розанова є короткий запис: «Знайомство з Аполлінарією Прокопівною Сусловою. Любов до неї. Суслова мене любить, і я її дуже люблю. Це найчудовіша з жінок, що зустрічалися мені…»
11 листопада 1880 Розанов отримав свідчення: «Від ректора Імператорського Московського Університету студенту 3-го курсу історико-філологічного факультету Василю Розанову в тому, що до вступу його в законний шлюб з боку університету перешкод немає». Нареченій на той момент виповнилося 40 років, нареченому — 24.
Через різницю у віці та складний характер Аполлінарії сімейне життя з Розановим поступово ставало кошмаром. Вона влаштовувала чоловікові публічні сцени ревнощів і водночас фліртувала з його друзями. Розанов, безумовно, дуже страждав. Як стверджує у своїх спогадах дочка Розанова, Тетяна, «Суслова насміхалася з нього, кажучи, що він пише якісь дурні книжки, дуже ображала, а зрештою кинула його. Це був великий скандал у маленькому провінційному місті».
Аполлінарія Суслова двічі йшла від Василя Розанова, він їй прощав і просив повернутися назад.
Коли В. В. Розанову пощастило зустріти іншу жінку, свою майбутню дружину Варвару Дмитрівну, Аполлінарія не давала Розанову розлучення 20 років, прирікаючи нову сім'ю на додаткові труднощі та страждання.

### Смерть
Успадкувала від батька (помер у 1890 році) будинок та невеликий спадок, що дозволило їй вести забезпечене життя. Близько 1900 року переїхала до сестри в Алушту, та потім до Севастополя, де була «головою» відділення Союзу російського народу (1911).
Аполлінарія Розанова (це прізвище вона продовжувала носити до кінця життя) померла у віці 78 років у 1918 році (у рік смерті дружини Достоєвського). Через рік не стало і В. В. Розанова. Незадовго до смерті Розанов згадав Аполлінарію: «З нею було важко, але її було неможливо забути».